# Bisessualità

La bandiera simbolo della bisessualità

La bisessualità è un orientamento sessuale che comporta l'attrazione emozionale, romantica e/o sessuale verso entrambi i sessi, oppure verso più generi, con o senza preferenze.
La bisessualità è stata osservata in varie società umane lungo tutto il corso della storia registrata e nel resto del regno animale; non è pertanto caratteristica esclusiva dell'essere umano. Come gli altri tre termini principali indicanti le possibili varianti di orientamento sessuale, ossia eterosessuale, omosessuale, e asessuale, anche la parola bisessuale è stata coniata e per la prima volta utilizzata nel corso del XIX secolo.
La bisessualità non va confusa con la bi-curiosità, termine utilizzato per classificare una persona, solitamente eterosessuale o non sicura del proprio orientamento sessuale, curiosa o aperta a impegnarsi in attività sessuale con qualcuno il cui sesso sia diverso da quello dei propri soliti partner sessuali.

## Terminologia
Il termine bisessuale è stato coniato nel 1809 da alcuni botanici, per descrivere le piante provviste di organi riproduttivi sia maschili sia femminili. Non è noto quando il termine sia stato applicato al contesto dell'orientamento sessuale.
Il Manifesto Bisessuale (1997) specifica chiaramente che la bisessualità è includente delle persone trans (le quali non vanno viste come un genere a parte: una persona trans inoltre non è detto che si identifichi come donna o uomo per forza), e l'APA (American Psychological Association) usa la definizione "attrazione verso più di un genere o sesso", che compare anche nel Bisexuality Report. A oggi vi è una versione aggiornata del Manifesto, pubblicata in Francia il 12 dicembre 2017 e tradotta in inglese il 26 novembre 2019, in onore del ventesimo anniversario della Bi'Cause: in questo manifesto è mostrata l'inclusione della pansessualità per la battaglia contro la discriminazione. Vi è scritto «We are sexually and/or romantically attracted to people of all gender identities (bisexuality), or without regard for their gender identity (pansexuality), whether we have sexual practices or not, and we accept and claim it.»
Con bifobia si indica la paura o il rifiuto della bisessualità, in base alla convinzione che solo l'eterosessualità e l'omosessualità siano "reali" orientamenti sessuali e corretti stili di vita. I bisessuali possono anche essere l'obiettivo di omofobia da parte di coloro che considerano soltanto l'eterosessualità come appropriato orientamento sessuale. E a tal proposito il Bisexual & Pansexual Manifesto si esprime: «We fight biphobia, panphobia and other discriminations against sexual orientations, romantic orientations or gender identities, including by supporting discriminated people in their daily life. We work to eradicate the many harms those discriminations cause in all spheres of our lives: societal, familial, economic, health, etc.»

## La bisessualità nella storia

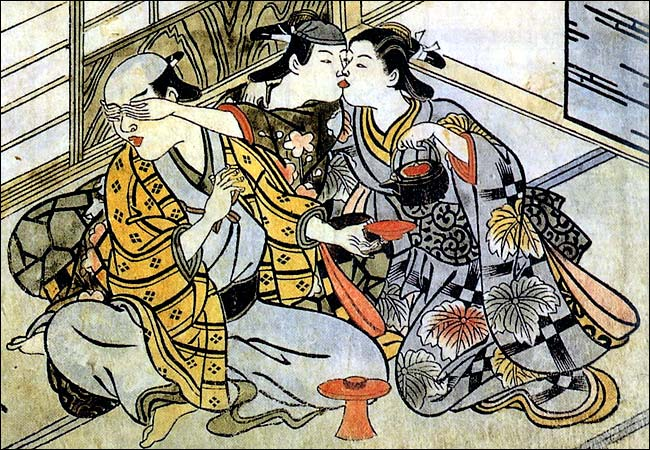
Shudo o pederastia giapponese: un giovane maschio intrattiene un vecchio amante, coprendogli gli occhi, mentre bacia una delle serve della casa

È importante tenere presente che i termini eterosessualità, omosessualità e bisessualità, ma più in generale le nozioni stesse di sessualità e orientamento sessuale, costituiscono concetti relativamente nuovi e sono stati introdotti per la prima volta dalla psicologia e dalla medicina nel corso del XIX secolo. Essi quindi non indicano di per sé contesti storici precedenti, dal momento che le società antiche non utilizzavano, almeno non esattamente, le stesse categorie di pensiero.
La considerazione sociale del comportamento bisessuale nel corso della storia e presso le varie civiltà è stata molto varia. Relativamente alla cultura occidentale si è andati dall'apprezzamento del mondo greco, quando esercitato secondo precisi canoni, all'assoluta condanna della tradizione giudaico cristiana, che riteneva comunque inaccettabile l'attività sessuale fra individui dello stesso sesso.
Queste relazioni erano generalmente strutturate in base a classi di età (come nella pratica della pederastia nel bacino mediterraneo dell'antichità classica o la pratica dello Shudō nel Giappone premoderno), o strutturato in base al genere (come nella tradizione dei "Due Spiriti" proveniente dai nativi americani, o nelle pratiche dette Bacha Bazi dell'Asia centrale).
Molto più recentemente, nel quadro della laicizzazione o secolarizzazione del mondo occidentale, ha cominciato a svilupparsi un consistente movimento di opinione che considera la condotta bisessuale accettabile e naturale quanto la condotta eterosessuale od omosessuale.
All'opposizione verso la bisessualità delle morali tradizionali si è aggiunta, almeno in alcuni casi, una forte opposizione di molti gruppi omosessuali, che vedono tale pratica come sinonimo di promiscuità, oppure come contraddizione alla teoria della natura innata degli orientamenti sessuali, e perciò negano il concetto stesso. Ciò ha portato alcuni sostenitori del movimento bisessuale a parlare di bifobia, intesa come avversione alla bisessualità, come equivalente, specialmente in determinati settori gay, dell'omofobia.
La bisessualità è oggi molto lontana dal ricoprire l'importanza sociale che ha avuto nel mondo antico.

### Europa
La gran parte di ciò che chiamiamo omosessualità nelle culture antiche è in realtà una forma più o meno istituzionalizzata di bisessualità, in quanto la pratica e le relazioni omosessuali in quel tempo erano raramente intese ad escludere qualsiasi relazione eterosessuale; ciò in contrasto con l'attuale classificazione perentoria in cui una persona omosessuale è attratta esclusivamente da persone dello stesso sesso, mentre una eterosessuale esclusivamente da persone di sesso opposto. È necessario comunque premettere che le informazioni storiche di cui oggi disponiamo riguardano quasi esclusivamente la bisessualità maschile; quella femminile è più difficile da stabilire, poiché le società erano generalmente patriarcali e le varie fonti a disposizione parlano solo delle relazioni maschili, interessandosi poco di quelle femminili.
Sia nella società dell'Antica Grecia sia in quella dell'Antica Roma il fatto di provare attrazione per le persone dello stesso sesso non era, di per sé, considerato deplorevole (benché fosse talora, specie in epoca tarda, oggetto di lazzi) ma, al contrario di quanto è stato talvolta sostenuto, questo non significava affatto una piena accettazione dell'omosessualità o l'esistenza di una sessualità libera. Nel mondo antico, relazioni fra persone dello stesso sesso potevano essere accettate solo all'interno di un comportamento bisessuale: per quanto non fosse ritenuto biasimevole l'attrazione verso persone dello stesso sesso, ciò poteva realizzarsi solo a patto che un cittadino adulto, sia greco, sia romano, assolvesse i doveri nei confronti dello Stato. Fra questi ovviamente figuravano al primo posto l'unirsi in matrimonio, generare figli e rispettare le leggi e convenzioni sociali sulla famiglia, considerata l'architrave della società. Qualsiasi comportamento che minasse questo principio era assolutamente condannato. Ulteriori limitazioni derivavano poi dalle leggi o convenzioni che regolavano i rapporti sessuali con persone dello stesso sesso: il comportamento effeminato e il crossdressing erano di fatto deplorati. Sulle modalità con cui tale rapporto poteva realizzarsi, il mondo greco e quello romano differivano profondamente tra loro. Anzi, anche nel corso della storia greca, tali modalità cambiarono notevolmente.

#### Antica Grecia

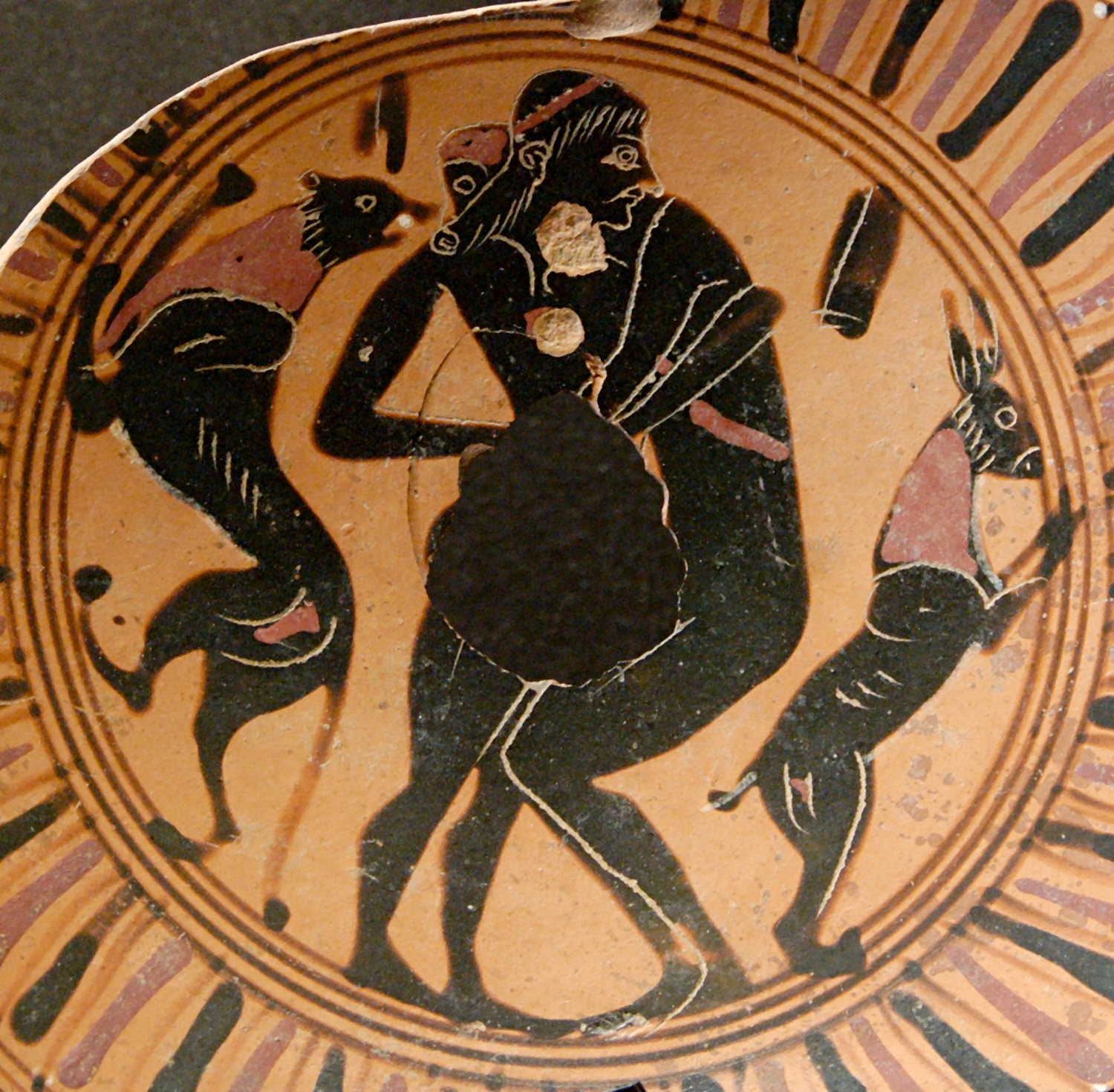
Un uomo e un adolescente s'impegnano nel sesso intercrurale

Gli antichi greci non distinguevano le relazioni sessuali secondo codici rigidamente binari, come la società occidentale moderna invece fa: gli uomini che avevano amanti di sesso maschile non venivano identificati come omosessuali, in quanto potevano benissimo avere contemporaneamente una moglie o altre amanti. Ciò è ben spiegato da Eva Cantarella nel suo saggio Secondo natura. La bisessualità nel mondo antico.
Il primo modello di relazione bisessuale tramandatoci è quello manifestato dagli eroi omerici: il rapporto fra uomini è, secondo una felice definizione di H. I. Marrou, una "omosessualità militare" la cui essenza consiste in un cameratismo fra guerrieri. La storia di Achille e Patroclo è stata in questo senso ritenuta paradigmatica. Anche dopo che questo modello fu abbandonato, almeno secondo la morale ufficiale, esso ha continuato a essere ben presente anche nella cultura greca successiva. Uno dei drammi perduti di Sofocle si intitolava, non a caso, "Achilleos Erastai" (Gli amanti di Achille). Le stesse fonti omeriche chiariscono peraltro che questo tipo di rapporto poteva ridursi a esclusiva relazione omosessuale; indicativo in questo senso è il tipo di rimprovero che Teti, madre di Achille, rivolge al figlio per la sua relazione con Patroclo: non biasima l'eroe perché porta avanti una relazione immorale, ma perché questa relazione sta ritardando il dovere naturale cui neppure il semidio può sfuggire, quello di sposarsi e generare una discendenza.
D'altro canto si deve osservare come i legami di tipo omosessuale fra guerrieri fossero comuni anche presso altre culture, come ad esempio quella dei Celti. Un quadro meglio conosciuto è quello della Grecia cittadina, che è invece del tutto differente. Un uomo, oltre che con le donne, può avere relazioni omosessuali, ma esclusivamente sotto forma di pederastia, cioè la relazione tra un adulto e un adolescente, secondo regole e ruoli codificati e ineludibili. Non si tratta certamente di una relazione alla pari; di fatto al pais (fanciullo) è assegnato il ruolo passivo. Esso viene scelto con precise limitazioni di età (ad Atene era un fanciullo fra i 12 e i 17 anni). Non solo era vietato scegliere un bambino di età inferiore, ma anche continuare nel ruolo passivo oltre i 17 anni era ritenuto inaccettabile. All'interno di tali regole la relazione non solo è tollerata ma diviene socialmente apprezzabile, in quanto ritenuta formativa ed educativa per l'adolescente.
Oltre l'adolescenza era possibile ricoprire solo un ruolo attivo, quindi avere relazioni eterosessuali adulte o omosessuali con adolescenti, secondo le regole di cui sopra. L'omosessualità esclusiva era socialmente biasimata quando si esercitava il ruolo attivo o, addirittura, punita per un adulto che accettasse il ruolo passivo.
Secondo quanto racconta Plutarco nella Vita di Licurgo, figura leggendaria e secondo la tradizione il principale legislatore di Sparta, ogni uomo adulto doveva avere una relazione con un adolescente ed essere per lui guida morale. Era considerato vergognoso per un adolescente non avere un amante. Erano poi previste punizioni per quegli adolescenti che avessero mostrato di preferire un amante semplicemente bello e ricco a uno virtuoso. Gli Spartani inoltre pensavano che le relazioni, sia affettive sia erotiche tra soldati esperti e principianti, avrebbero rafforzato la lealtà in combattimento e indotto un comportamento coraggioso da parte di coloro che volevano impressionare favorevolmente i propri amati. Quando i giovani soldati raggiungevano la maturità, la relazione sarebbe dovuta diventare prettamente affettiva, senza più alcuna implicazione sessuale, ma non è ben chiaro quanto frequentemente ciò avvenisse. Alcuni giovani erano infatti accusati di continuare la relazione con il proprio mentore anche durante l'età adulta e per tale motivo venivano stigmatizzati: Aristofane li chiama euryprôktoi e li dipinge come delle "mezze donne".
I documenti, per le abitudini culturali del tempo, fanno riferimento anche ai bisessuali. L'argomento poteva essere affrontato sotto il profilo sia mistico sia didattico.
La bisessualità femminile in Grecia era sicuramente praticata e meno soggetta a regolamentazioni rispetto a quella maschile; ciò a causa del ruolo sociale assolutamente subalterno che la cultura dominante assegnava alla donna. Proprio a causa della marginalizzazione sociale della donna greca, almeno per quanto riguarda la sfera pubblica, è possibile affermare che con Saffo finisce la tradizione letteraria dell'amore fra donne: dopo di lei non rimarranno tracce evidenti nella cultura tramandata e si sa quindi ben poco sull'argomento.

#### Antica Roma
Ci si aspettava, ed era socialmente accettabile, che un uomo romano nato libero volesse intrattenere rapporti sessuali attivi sia con femmine, sia con maschi, (vedi attivo e passivo nel sesso). Sia le donne, sia i giovani erano sempre stati considerati normali oggetti del desiderio, ma al di fuori del matrimonio un uomo poteva esprimere i propri desideri solamente con gli schiavi e le prostitute, le quali erano anch'esse spesso schiave: la moralità del comportamento dipendeva pertanto dalla posizione sociale del partner, non dal sesso a cui apparteneva che perciò non determinava se un partner era o meno accettabile, a condizione che il soddisfacimento sessuale di un uomo non ledesse l'integrità di un altro uomo libero: erano quindi rigorosamente proibiti la violenza sessuale, la fellatio e il sesso anale con un altro cittadino romano. Risultava immorale avere rapporti sessuali con un altro uomo nato libero, sua moglie o i suoi figli, mentre era autorizzato il rapporto sessuale con uno schiavo altrui.
La mancanza di autocontrollo, anche in relazione alla propria vita intima, indicava che un uomo era incapace di governare gli altri; troppa auto-indulgenza nei confronti dei piaceri sessuali minacciava di erodere l'élite maschile nella sua identità di persona colta.
La massima virtù era la virilità che era però intesa anche, se non principalmente, come potere di sottomettere sessualmente i soggetti considerati all'epoca "inferiori": la donna (moglie, concubina o prostituta che fosse) e in generale chiunque si trovasse in una condizione di schiavitù, indipendentemente dal sesso. Viceversa era del tutto esclusa la possibilità, per un cittadino romano libero, di avere un ruolo passivo. Sarebbe stato in stridente contraddizione con l'ideologia del civis romanus quale dominatore assoluto.
Non avendo quindi nessuna valenza educativa, ma anzi essendo una dimostrazione di predominio, non poteva avere senso una relazione pederastica (adulto-ragazzo) come quella greca, almeno verso un fanciullo libero. Al contrario, fin dall'infanzia il cittadino romano era educato a sottomettere gli altri, anche sessualmente, e a non subire mai. La passività sessuale non poteva essere tollerata, neppure temporaneamente come nel modello ellenico. Che la cosiddetta Lex Scantinia fosse stata promulgata per punire unicamente lo "''stuprum cum puero''" (intendendo come puer non uno schiavo ma un adolescente libero) non è dimostrato e non c'è concordanza di vedute tra gli studiosi.
Il tutto può lapidariamente riassumersi nella frase che Seneca, nelle Controversie, fa pronunciare all'avvocato di un liberto, cioè uno schiavo liberato, criticato per avere una relazione col suo ex padrone: "la passività sessuale (impudicitia) è un crimine per un uomo libero, una necessità per uno schiavo, un dovere per un liberto". D'altra parte per un greco il rapporto sessuale con uno schiavo sarebbe stato, almeno secondo l'etica generalmente accettata, completamente privo di contenuti "alti"; si sarebbe trattato di meschino soddisfacimento degli istinti sessuali. A prescindere dal fatto che, specialmente in età imperiale, i comportamenti effettivi si allontanassero non poco da quelli professati negli intenti ideologici, l'indirizzo tradizionale, almeno ufficialmente, non fu mai messo in discussione e quindi la passività non fu mai ritenuta socialmente accettabile in un uomo libero. L'elemento unificante che consente di affermare che, tanto quella greca, quanto quella romana furono culture bisessuali, è il fatto che l'opposizione nei confronti dei comportamenti sessuali non fu principalmente fra eterosessualità e omosessualità ma fra sessualità attiva e passiva. Questo concetto rappresenta una sostanziale differenza rispetto alle successive epoche delle società occidentali. Progressivamente con l'affermarsi del cristianesimo la condanna di ogni comportamento omosessuale diviene chiara.

#### Scandinavia
Le fonti medievali che sono sopravvissute fino a oggi sono piuttosto frammentarie per quanto riguarda il territorio scandinavo: una legge del 1164 sembra proibire gli atti omosessuali, ma senza essere adeguatamente applicata. Secondo la letteratura del tempo la pratica omosessuale era per gli uomini socialmente accettabile nel caso di ruolo attivo (vedi attivo e passivo nel sesso). 
Pare che fosse tollerata per la maggior parte degli uomini (i quali dimostrano uno spiccato omoerotismo), ma solamente nei confronti degli schiavi.

#### Nel resto d'Europa
Il comportamento bisessuale, anche omosessuale di tipo pederastico è stato documentato tra i Celti.
Nell'Europa medievale la bisessualità (e coloro che la praticavano) fu, in tempi e luoghi diversi, o accettata o ridicolizzata. Risulta ancora quanto mai difficoltoso per uno storico arrivare a quantificare con precisione e segnalare le relazioni omosessuali all'interno della società in genere, in quanto ciò è stato sottoposto alla censura religiosa del tempo, ma anche per l'omofobia di alcuni studiosi contemporanei.
Si può tuttavia considerare quanto accaduto a personaggi celebri le cui vite sono più documentate, cioè i sovrani e i loro entourage: pratiche bisessuali sono quindi state rinvenute per alcuni grandi nomi, come il re inglese Riccardo Cuor di Leone, che si era perdutamente innamorato in gioventù del re Filippo II di Francia.
Per quanto riguarda invece Enrico III di Francia, che pur era sposato con Luisa di Lorena-Vaudémont e aveva per amanti Louise de La Béraudière du Rouhet e Maria di Clèves, è stato nonostante ciò spesso presentato dagli storici come omosessuale: vissuto in un periodo di forti turbolenze e controversie religiose e pertanto inviso a molti, parrebbe pertanto che il più delle voci di relazioni illecite coi suoi "mignons" abbiano a che fare con accuse fatte dai suoi avversari politici piuttosto che con l'effettiva realtà storica.
Nel XVI secolo re Giacomo I d'Inghilterra, sposato con la regina Anna di Danimarca e dalla quale ha avuto almeno otto figli, teneva presso di sé pubblicamente anche degli amanti maschi. 
Un altro esempio di comportamento bisessuale nelle corti reali è quello riguardante Filippo di Francia, duca d'Orléans, fratello di Luigi XIV: noto per le sue molteplici relazioni con uomini effeminati aveva avuto vari figli provenienti da due diversi matrimoni.

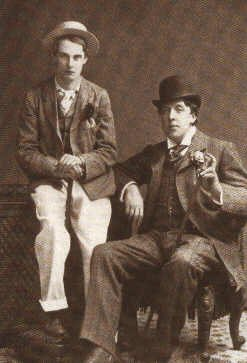
Il poeta, drammaturgo e scrittore irlandese Oscar Wilde, sposato e con due figli, aveva anche molteplici relazioni omosessuali, la più celebre delle quali con Alfred Bruce Douglas; è uno degli esempi più famosi di bisessualità nel XIX secolo

Il famoso Leonardo da Vinci viene talvolta considerato omosessuale anche se, secondo una recente ricerca, era solito frequentare prostitute.
Durante il Rinascimento italiano, il "crimine di sodomia" era largamente praticato, nonostante le severe pene inflitte dalla Santa Inquisizione; vi fu a un certo punto una buona metà della popolazione di Firenze incriminata per atti sodomitici.
Una certa fluidità sessuale lungo il corso della vita, accompagnata da esperienze omosessuali compiute in gioventù, era quindi considerato come parte integrante del processo di crescita e maturità degli uomini "eterosessuali". Tuttavia, contrariamente a quanto accadeva nell'antica Grecia e a Roma, una volta sposati essi rinunziavano, quasi tutti e in maniera completa, a continuare a mantenere rapporti amorosi con altri uomini. Niccolò Machiavelli afferma ad esempio, parlando d'un contemporaneo: da giovane rubava i mariti alle mogli, oggi ruba le mogli ai mariti.
La figura del libertino, poi, è stata anch'essa storicamente associata con la bisessualità, questo a partire dal XVII secolo almeno; si trattava per lo più di aristocratici che potevano, dato il loro rango, permettersi d'amare sia donne, sia uomini senza preoccuparsi troppo delle conseguenze. L'esempio di Gastone d'Orléans (1608-1660), fratello di Luigi XIII può essere citato come esempio; trascorreva il tempo libero tra banchetti e declamazioni di poemetti erotici, in una sorta di edonismo mondano comprendente anche relazioni sessuali con persone di entrambi i sessi. La designazione di libertino è poi proseguita per tutto il XVIII secolo, per riferirsi a persone "libere" da pregiudizi anche in campo sessuale. Poiché essi sfidavano l'autorità della Chiesa e la moralità del tempo, il potere religioso li ha combattuti severamente.

### Asia

#### India
Nell'antico testo indiano Kāma Sūtra sono presenti indicazioni riguardanti le posizioni sessuali più adatte sia per l'omosessualità maschile sia per quella femminile, allo stesso modo in cui vengono descritte tutte le pratiche eterosessuali; inoltre la descrizione di pratiche sessuali all'interno della mitologia induista è stata considerata come l'espressione di una "bisessualità universale".
Tuttavia, la colonizzazione britannica e il puritanesimo vittoriano ch'essa ha introdotto in tutto il subcontinente indiano durante il XIX secolo, hanno causato la cancellazione di tutte queste manifestazioni di bisessualità della cultura indiana originale.

#### Cina
Nella Cina imperiale il comportamento bisessuale viene riportato fin dai tempi più remoti; almeno dieci imperatori della dinastia Han hanno avuto presso di sé amanti maschi, in aggiunta alle mogli legittime. A quel tempo vi era inoltre la presenza di prostituzione maschile, accettata e integrata all'interno della società neoconfuciana.
Autori come Wang Yangming vedono difatti i bisogni sessuali, quali che siano, del tutto naturali.
L'idea di considerare illegali i rapporti intimi tra persone dello stesso sesso si è sviluppata tardi in Cina, è datata al 1740 la prima condanna penale nei confronti della bisessualità. Successivamente, con l'imposizione del regime maoista, si è avuto il periodo più difficile per l'aperta espressione bisessuale; la situazione, a seguito della rivoluzione culturale, è andata leggermente migliorando con un ammorbidimento progressivo.

#### Giappone
Nel Giappone medievale, tra gli aristocratici, erano molto comuni le pratiche bisessuali: l'élite era libera d'impegnarsi in relazioni amorose con membri di entrambi i sessi e la pratica erotica omosessuale e il diritto non erano assolutamente visti come incompatibili. Molti rappresentanti della classe nobile frequentavano i teatri appositamente per poter incontrare i giovani maschi che vi lavoravano come attori.
Sono riportate inoltre pratiche bisessuali di tipo pederastico: "wakashudō" (La via dei giovani) è un esempio di codice che rimanda alla concezione antica della pederastia. Uomini adulti, solitamente sposati, seguivano anche il loro desiderio nei confronti dei ragazzi considerati idonei per essere amati, ossia entro un limite d'età compreso tra i 13 e i 19 anni.
La bisessualità è presente anche in alcune opere di letteratura, come "Kōshoku ichidai otoko" (L'uomo che viveva di solo amore, 1682) di Ihara Saikaku: la storia racconta la vita sentimentale di un libertino, le cui conquiste amorose finiscono con l'ammontare a 725 uomini e 3 742 donne.
È anche ben documentato, in particolare attraverso testimonianze diaristiche dei contemporanei, che vari imperatori hanno mantenuto relazioni omosessuali oltre all'ufficiale vita eterosessuale con le rispettive consorti; questo almeno fin dall'XI secolo (Shirakawa, Toba e Go-Shirakawa sono alcuni di questi).
Per quanto riguarda le donne, a partire dall'inizio del Novecento, molte giovani lasciavano le loro case per andare in collegi e convitti scolastici, ove i legami e le relazioni intime tra ragazze si verificavano con una certa frequenza; questo continuava fino a quando non si sposavano.
Così com'è accaduto in molte altre parti del mondo, anche in Giappone queste pratiche cominciano a esser malviste solamente dopo i primi contatti avvenuti col mondo occidentale cristiano; l'unica legge che criminalizza l'omosessualità è stata promulgata nel 1873, ma è stata fatta applicare per appena otto anni.

#### Culture mediorientali e mondo arabo-musulmano

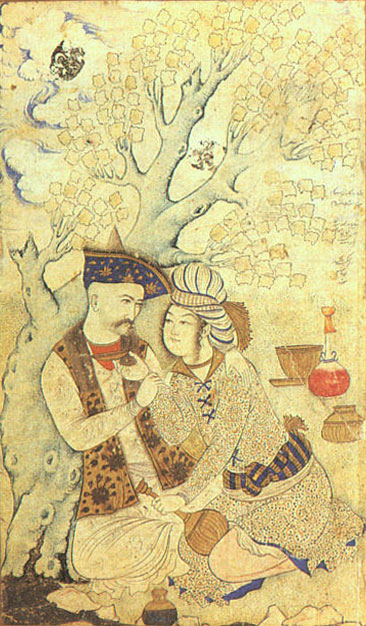
Shah Abbas I abbraccia il suo compagno

In Medio Oriente l'omosessualità era diffusa; alcune fonti la descrivono come "molto frequente". Era anche un leitmotiv decantato da celebri artisti, dal Medioevo fino al XIX secolo, come il famoso poeta Abu Nuwas e il pittore persiano Reza Abbasi. Ancora oggi, nel Corano esistono divieti contro comportamenti omosessuali manifestati in pubblico (mentre l'attrazione è consentita), sono inoltre previste pene severe per i colpevoli, fino ad arrivare alla pena di morte in alcuni Stati.
In ogni caso, il Corano prescrive che quattro uomini, oppure otto donne, testimonino sulla avvenuta "trasgressione" per condannare i colpevoli. Quindi, mentre i comportamenti omosessuali erano diffusi, gli uomini non avevano eccessivi problemi riguardo a ciò nel caso in cui fossero stati sposati, avessero formato una famiglia e adempiuto agli altri obblighi sociali. Tali pratiche dovevano rimanere "segrete" poiché una esplicita ammissione della propria omosessualità sarebbe stata socialmente inaccettabile. In questo modo, la bisessualità nel mondo arabo e nell'Impero persiano assomiglia a quella presente in alcune comunità afroamericane e latine.

### Americhe

#### America del Nord
In molte tribù dei nativi americani era presente anche una categoria indicante i rappresentanti di un terzo sesso, gli uomini che si vestivano e comportavano come le donne, svolgendo le occupazioni tradizionalmente riservate a loro e venendo a ricoprire ruoli separati come guaritori o sciamani.
Gli esploratori francesi che per primi entrarono in contatto con queste tribù chiamarono questi individui berdaches (in seguito emerge un altro titolo, quello di "Due-Spiriti", proposto da alcune comunità di nativi americani), che poi divenne anche il nome utilizzato in Europa per indicare il partner più giovane in una relazione omosessuale maschile. Molti tra gli uomini "pellerossa" sposati erano bisessuali e tendevano ad avere tra le proprie mogli anche dei berdaches: il capo indiano Cavallo Pazzo era uno di questi.

#### Centro e Sud America
Tra i Maya faceva parte dei costumi sociali che nel corso dell'esistenza si potessero avere relazioni sentimentali sia con uomini sia con donne; era frequente che, durante la prima adolescenza, un ragazzo si trovasse a diventare l'amante di un giovane più grande di lui, fino a quando non sposava una donna raggiunta l'età dei vent'anni: il ragazzo amato si ritrovava poi a sua volta ad amare uno più giovane. In tal modo gli uomini maya vivevano in una certa fluidità sessuale che si sviluppava nel corso del tempo, con la gioventù associata alle relazioni omosessuali, prima di lasciar spazio nella vita adulta a uno stile di vita eterosessuale fondato sul matrimonio.
La bisessualità è documentata anche in numerose altre tribù indigene del Centro e Sud America: il periodo dell'adolescenza è quello più associato con le relazioni d'amore tra persone dello stesso sesso, anche se poi uomini sposati con figli potevano continuare a impegnarsi in tali rapporti.
Un'altra pratica abbastanza comune era quella di allevare un bambino maschio come fosse una femmina e poi, cresciuto, darlo in moglie a un uomo: questi "uomini-moglie" finivano con l'essere generalmente più ricercati delle spose ufficiali.

### Africa
Gli studi su questo tipo di sessualità sono molto rari nel continente africano, per il tabù che nella maggior parte dei casi vige su ciò; le pratiche omosessuali sono infatti quasi sempre fortemente condannate, moralmente e spesso anche giuridicamente. Nonostante ciò in alcuni paesi, come ad esempio il Senegal, sono stati condotti a partire dagli anni 2000 seri studi in modo da riflettere sulla realtà e varietà di tali fenomeni.
Ricercatori occidentali hanno rilevato esservi state numerose pratiche bisessuali nel periodo pre-coloniale, interrotte bruscamente e forzosamente col sopraggiungere degli europei, e denigrate e criminalizzate dagli africani stessi dopo aver subito le influenze straniere occidentali e i dettami religiosi di cristianesimo e islam. Pertanto le pratiche, considerate da un certo momento in poi immorali e contro-natura dai nuovi arrivati, vengono sistematicamente cancellate lungo il corso del XVIII secolo; la convinzione quindi che l'attrazione nei confronti di persone dello stesso sesso non sia mai esistita in Africa è un mito il quale però in parte prosegue ancor oggi.
Alcuni si sono spinti fino al punto di sostenere che queste pratiche sarebbero esclusivamente di derivazione occidentale e che sarebbero quindi state importate dai coloni, ma in realtà è esattamente il contrario: i paesi africani hanno effettivamente criminalizzato l'omosessualità sulla base delle leggi assorbite dagli ex colonizzatori. Ad esempio l'antropologo tedesco Kurt Falk aveva stimato ancora negli anni venti che, tra le tribù native dell'Africa occidentale studiate, v'era una prevalenza assoluta di uomini bisessuali che raggiungeva il 90% dei casi.
A titolo d'esempio si può citare anche la tribù Gangellas nell'odierna Angola: un adolescente diciottenne potrebbe dichiarare pubblicamente il suo amore per un altro maschio più giovane e cominciare a viverci assieme; anche dopo essersi sposato potrebbe continuare a intrattenere rapporti sessuali col ragazzo, fino a quando questi non sia abbastanza grande da sposarsi a sua volta e desiderare qualcuno di più giovane. Si può parlare in questi casi di una pratica molto simile alla pederastia tradizionale, ovvero l'accettazione dei rapporti tra uomini e ragazzi, con un divieto e condanna morale invece per quanto riguarda un'eventuale relazione tra due uomini adulti.
Un'altra prova di bisessualità molto simile all'antica pederastia greca o all'omosessualità militare nell'antica Grecia è quella esistente nell'oasi di Siwa, nei pressi dell'attuale confine libico-egiziano: uomini adulti e già sposati vengono fatti accoppiare con adolescenti maschi e, in edifici posti al di fuori dei confini del villaggio, vengono a formare coppie di guerrieri a scopo difensivo. Il rapporto che lega i due partner è sia amoroso sia sessuale, ma anche educativo.
Per quanto riguarda la bisessualità contemporanea, una ricerca effettuata nel 2009 indica che una gran maggioranza di uomini sposati continua a mantenere relazioni sessuali anche con altri uomini: in Senegal tra l'87-94%, in Nigeria l'86%, in Uganda il 73%. Lo studio è attento a sottolineare che i soggetti coinvolti erano di tre grandi città del Senegal e non è quindi un campione rappresentativo dell'intera comunità senegalese, osservando che questo "è l'unico metodo di reclutamento possibile per un sondaggio relativo a un argomento altamente stigmatizzato e per il quale non esiste base di campionamento generale della popolazione."

### Oceania
In molte società tradizionali dell'area del Pacifico la bisessualità era largamente praticata, mentre l'omosessualità esclusiva era molto più rara. La bisessualità può essere ritualizzata o socialmente codificata: il caso delle tribù della Melanesia, dove i ragazzi maschi devono lasciare, raggiunta l'adolescenza, le famiglie d'origine, per andare a vivere per un periodo con i loro compagni uomini adulti sposati, praticando per lo più sesso orale. Una volta cresciuto, il giovane si sposa e prende a sua volta in casa un ragazzo; vi è quindi una fluidità sessuale che continua nel tempo, con un'iniziazione sessuale omosessuale in gioventù e un comportamento eterosessuale riproduttivo in seguito.
Nella parte orientale dell'arcipelago melanesiano, l'omosessualità rappresenta per lo più una transizione di fase la quale può anche esser considerata come un modo per compensare, durante l'adolescenza, la mancata possibilità di intrattenere relazioni eterosessuali prima del matrimonio. Le pratiche omosessuali posson anche esser parte di un processo d'iniziazione, infine in certi casi vengono mantenute nella vita adulta assieme alle relazioni eterosessuali.
Nella tribù di Nambas avere diverse donne e ragazzi coinvolti in relazioni amorose è attributo di potere e prestigio sociale; i giovani maschi appaiono qui come una proprietà e come tali possono anche venire prestati o venduti per un certo periodo di tempo, dai loro "mariti", ad altri uomini.

## Bisessualità contemporanea e tipologie

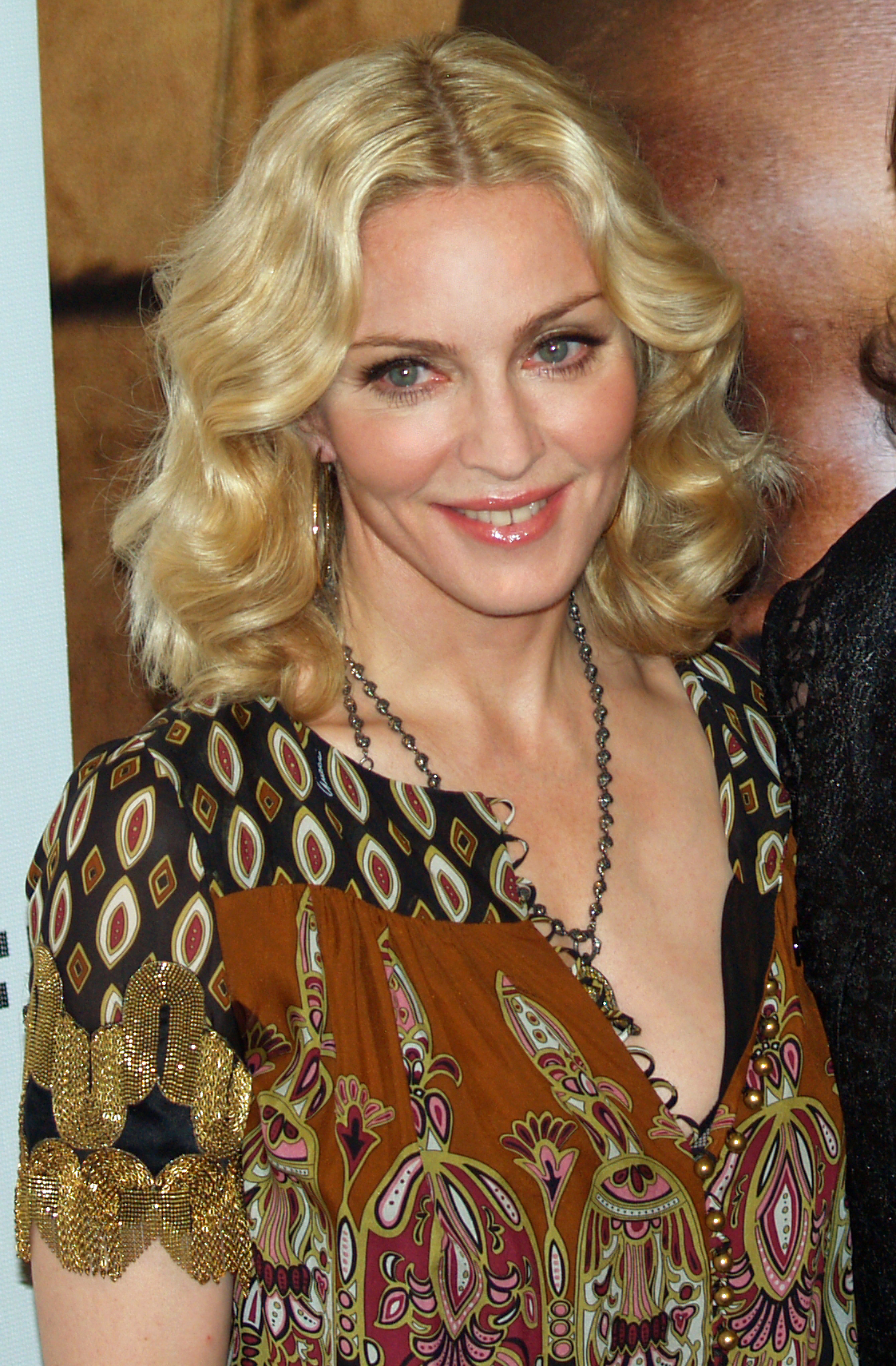
Apertamente bisessuale, Madonna baciò sul palco Britney Spears e Christina Aguilera nel 2003, un gesto visto come tipico esempio di "bisessualità chic"

Nonostante vi siano molte manifestazioni contemporanee di bisessualità, questa continua a rimanere uno dei grandi tabù moderni. Ciò è in parte dovuto al fatto che molte persone, pur essendo in realtà bisessuali (vale a dire provano sentimenti d'attrazione nei confronti di entrambi i sessi), tengono occultato il fatto e non lo esprimono, impedendo così l'emergere di una vera visibilità della bisessualità. Esistono anche alcuni termini alternativi per descrivere le varie forme di bisessualità, ma molti di essi sono considerati neologismi non universalmente accettati perché intrinsecamente bifobici e contribuiscono alla bi-erasure.

### Concetti e neologismi contemporanei
- Bi-curioso[79] (o bicurioso,[80] spesso utilizzato anche in italiano nella sua forma anglosassone bi-curious[81]): La bi-curiosità è un aggettivo che si applica a qualcuno che, pur definendosi eterosessuale o omosessuale, mostra più o meno occasionalmente un certo interesse o fantasia d'aver relazioni con una persona del sesso da cui solitamente non viene attratto, pur continuando a non assumere o rifiutando l'etichetta di bisex.[82] Alcuni studiosi utilizzano il termine assumendo che esista un continuum tra eterosessualità e omosessualità.[83] I termini omoflessibile ed eteroflessibile possono essere considerati sinonimi del termine "bi-curioso".[84] Il termine bicurious (senza trattino) viene citato tra quelli nati nell'ambito del gayspeak, ovvero dello slang legato alle comunità LGBT.[85] Secondo un recente studio statunitense la "bi-curiosità" è una tendenza molto comune tra le donne che si considerano eterosessuali: il 60% di loro ha sperimentato una sorta di eccitazione sessuale verso un'altra donna, mentre al 45% è capitato di baciarsi con una donna.[86] L'accademica britannica Yvonne Jewkes afferma che, a causa dei molti tabù ancora esistenti su ogni tipo di relazione sentimentale al di fuori di quella etero, molte persone bi-curiose utilizzano Internet come modo per socializzare affettivamente con persone dello stesso sesso, mentre pubblicamente continuano a mantenere una facciata di perfetta eterosessualità.[87] Si osserva inoltre che il concetto di bi-curiosità, anche se l'interesse che suscita nei media dato il suo apparente aumento non influisce sulla egemonia etero, consente ad alcune donne di sperimentare in modo alternativo la propria sessualità.[87] Spesse volte questo interesse e curiosità può essere importante anche per gli uomini, essi però non paiono impegnarsi con la stessa facilità delle donne in un comportamento o stile di vita bisex in quanto la reazione sociale nei loro confronti è meno favorevole. Una ricerca del 1993 della Università di Harvard (Harvard School of Public Health) rilevò che l'8,7% dei maschi intervistati provavano attrazione per altri uomini ma non avevano relazioni omosessuali; una ricerca analoga svolta nel 2000 nel Regno Unito nell'ambito del National Survey of Sexual Attitudes and Lyfestyles ottenne numeri non molto diversi, appurando che l'8,1% degli intervistati provava attrazione sessuale verso altri uomini ma non agiva per arrivare a rapporti omosessuali.[88] Il prof. Ritch Savin-Williams della Cornell University afferma che in base alle proprie ricerche il gruppo dei maschi che si dichiarano prevalentemente eterosessuali è in forte crescita rispetto a coloro che si auto-etichettano come etero, gay o bisessuali.[89] La sessuologa clinica Nathalie Mayor constata che internet ha cambiato radicalmente la situazione preesistente, si parla molto più spesso di prima di sesso a tre ad esempio, o di scambismo. Le donne hanno sempre più voglia di provare, la curiosità è di molto accresciuta; per gli uomini invece è ancora un argomento difficile da affrontare, pur essendo ben presente (almeno tanto quanto vi è nelle donne) il desiderio di provare.[90] Alcuni soggetti sono spesso ritenuti omosessuali oppure bisessuali (anche se in modo non appropriato), che però non accettano la loro omosessualità (in questo caso si parla di omosessualità latente). La parola bi-curioso può inoltre essere usata per classificare chi è "bi-passivo", "bi-permissivo" oppure aperto a rapporti bisessuali. "Bi-passivo" descrive una persona eterosessuale o "bi-curiosa" che è "aperta" a contatti sia "casuali" sia intenzionali, contatti che spesso si realizzano durante il sesso di gruppo con persone dello stesso sesso, solitamente in modo passivo, ovvero dal lato che riceve la stimolazione (o la penetrazione) da parte del soggetto attivo. "Bi-attivo" descrive una persona "bi-curiosa" o bisessuale che comincia a stabilire un contatto diretto con persone dello stesso sesso, e svolge un ruolo attivo nel rapporto, praticando la stimolazione o la penetrazione del partner.
- "Bisessuale-chic": questo termine descrive persone che s'impegnano in rapporti di seduzione nei confronti sia di uomini sia di donne con l'intento di far parlare di sé in una prospettiva glamour. Un esempio è la cantante statunitense Madonna, la quale ha inventato lei per prima il concetto, con il videoclip della sua canzone del 1990 Justify My Love in cui la si vede baciare alternativamente un uomo e una donna.[75] Ella ha poi anche fortemente sorpreso il pubblico[91] nel 2003 baciando apertamente sulla bocca Britney Spears durante un concerto.[75] Da allora in poi con sempre maggior frequenza lo stesso termine ha cominciato a esser applicato a molte altre donne famose come Fergie,[92] Kylie Minogue,[93] Katy Perry,[94] Rihanna[95] e Kesha.[96] La stessa Rihanna[97] e Miley Cyrus[98] sono state poi anche oggetto di speculazioni o voci riguardanti una loro effettiva bisessualità. La bisessualità-chic al maschile è invece più rara, anche se in gran parte presente già negli anni settanta riferita ad artisti come David Bowie, Mick Jagger, Marlon Brando e Lou Reed.[75]
- Pansessualità: indica l'attrazione sentimentale e/o sessuale di una persona verso un individuo senza dare importanza al suo sesso e al suo genere, bensì unicamente al suo modo di essere, alla sua personalità.
- "Bi-permissivo" (in inglese Bi-permissive) indica qualcuno che non cerca attivamente relazioni sessuali con persone di un sesso specifico, ma che è "aperto", ossia disponibile a fare nuove esperienze. In questa categoria può essere fatta rientrare l'omosessualità (o se è per questo eterosessualità) cosiddetta opportunistica, che descrive l'eccezionale disponibilità a rapporti omosessuali (o eterosessuali) legata alla mancanza contingente di partner disponibili del sesso preferito - il caso più classico restando quello degli ambienti sessualmente segregati. Le persone che rispondono a questa descrizione potrebbero identificarsi come eterosessuali o omosessuali, e potrebbero essere incluse nella Scala Kinsey ai posti 1 o 5 (vedi più avanti), pur avendo normalmente rapporti sessuali con persone di sesso opposto.
- "Ambisessuale" indica un'indiscriminata attrazione che si rivolge verso persone di ambo i sessi. Chi si identifica come ambisessuale può provare attrazione verso qualcuno da un punto di vista fisico, emotivo, intellettuale o spirituale, a prescindere dal sesso o dal genere, mentre conferma i suoi criteri selettivi in altri ambiti. D'altra parte, alcuni potrebbero sperimentare nei confronti di un soggetto, un'intensa attrazione forse causata da particolari qualità riguardanti proprio il sesso o il genere. Una persona con questo orientamento può essere inclusa nel settore 3 della scala Kinsey, anche se alcuni potrebbero identificarsi a pieno titolo nei posti 2 o 4 (nonostante alcuni possano pensare di essere, invece, "bi-permissivi").

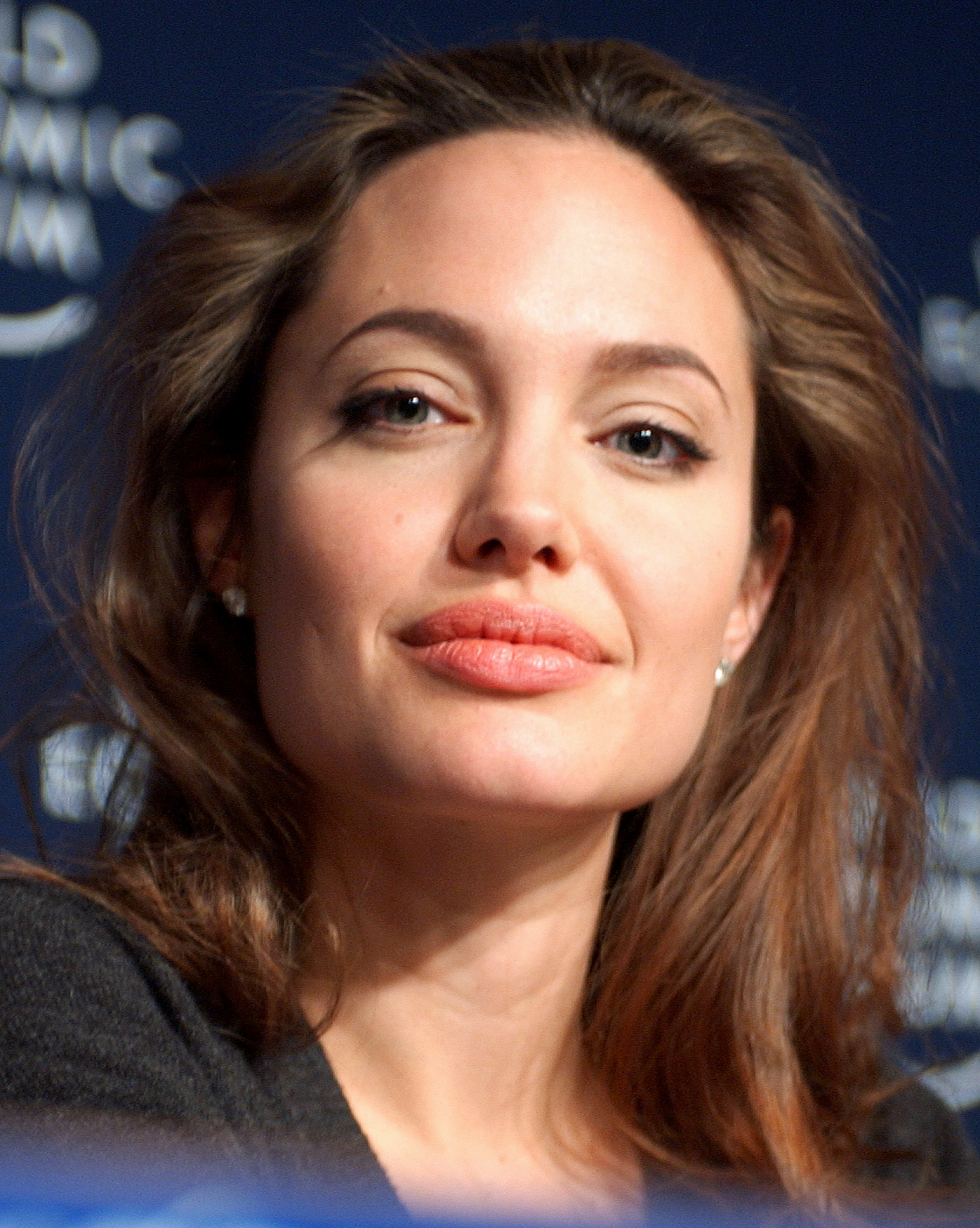
Angelina Jolie è un'attrice bisessuale

- "Down low": all'inizio del XX secolo con tale termine s'intendeva lo stile di vita proprio di certi afroamericani che intessevano rapporti omosessuali di nascosto, pur continuando a mantenere una vita pubblica di relazione con le rispettive mogli o fidanzate.[100]
- Fluidità sessuale: i termini fluidità sessuale o sessualità fluida si riferiscono a cambiamenti di comportamento sessuale nel corso del tempo, da eterosessuale a omosessuale e viceversa.[101] Nell'inglese americano questa parola viene a volte utilizzata per sostituire "bisessuale".[102] La natura fluida della sessualità può anche significare che l'orientamento sessuale non è esclusivo o monolitico, ma può muoversi in alternanza o passare da una monosessualità all'altra.[103] Il termine è spesso associato con la vita emotiva delle donne, che appaiono all'interno delle società moderne come maggiormente in grado rispetto agli uomini di riconoscere per sé l'attrazione o il desiderio di relazioni omosessuali.[104]
- Gay for pay-gay a pagamento: il termine viene applicato a persone che si definiscono eterosessuali, ma che s'impegnano in rapporti sessuali con persone dello stesso sesso in cambio di denaro.[105] È cosa questa alquanto comune all'interno del settore della pornografia o della prostituzione e fra i gigolò;[106] alcuni esempi sono i porno-attori Jeff Stryker, Ryan Idol e Ken Ryker.[107]
- Eteroflessibilità: si riferisce a un individuo prevalentemente etero, ma che in rari casi può avere attrazione verso individui dello stesso sesso.[108]
- Omoflessibilità: si riferisce a un individuo prevalentemente omosessuale, ma che in rari casi può avere attrazione verso individui di sesso opposto.
- Lesbiche fino alla laurea: questo termine descrive giovani donne anglofone le quali durante gli anni di studio all'università s'impegnano in relazioni con altre donne, per adottare poi, una volta laureate un atteggiamento rigorosamente eterosessuale e finendo con lo sposarsi con un uomo.[109][110]

### Diffusione nel mondo occidentale
Alcuni sondaggi indicano che una frazione di popolazione compresa tra il 2% e il 6% è bisessuale, ma esistono ancora difficoltà metodologiche riguardo alla casualità e all'ampiezza del campione preso in esame, e anche riguardo all'accuratezza con cui gli intervistati descrivono la propria condizione. Differenti studi usano inoltre test e "scale di misurazione" diverse: alcune ricerche ignorano del tutto i comportamenti omosessuali, oppure li separano nelle componenti eterosessuale e omosessuale.
I risultati proposti divergono sulla individuazione di aree geografiche o paesi nei quali l'omosessualità sia più diffusa della bisessualità (del termine bisessualità, come abbiamo visto, le definizioni sono diverse). Rapporti "non ufficiali", che vanno dunque presi con il beneficio del dubbio, evidenziano come, nelle aree al di fuori del mondo occidentale, la bisessualità sia maggiormente diffusa dell'omosessualità. Inclinazioni e comportamenti bisessuali (specie sotto forma di masturbazione contemporanea o reciproca) sono inoltre comunemente ritenuti più frequenti nell'adolescenza che nell'età adulta, indipendentemente dal fatto che siano consapevolmente percepiti come tali dagli interessati.
Alcuni studi, tra cui ricordiamo quelli di Alfred Kinsey pubblicati nei volumi "Il comportamento sessuale nel maschio umano" del 1948, e "Il comportamento sessuale nella femmina umana" del 1953, indicano che la maggioranza delle persone esaminate sia in una certa misura bisessuale. Molti dei soggetti esaminati provano una certa attrazione per persone dello stesso sesso, sebbene provino una più forte attrazione verso persone dell'altro sesso.
Il rapporto Janus sul comportamento sessuale (Janus Report on Sexual Behavior), pubblicato nel 1993, ha concluso che almeno il 5% degli uomini e il 3% delle donne si consideravano bisessuali, mentre il 4% e il 2% rispettivamente si definivano invece esclusivamente omosessuali.
Un sondaggio del 2002 condotto dal Centro nazionale di statistica degli Stati Uniti ha rilevato che l'1,8% dei maschi tra i 18-44 anni si consideravano bisessuali mentre il 2,3% esclusivamente omosessuali, infine il 3,9% come "qualcosa d'altro"; la percentuale riferita alle femmine era invece rispettivamente del 2,8%, dell'1,3% e del 3,8%.
Nel 2007 il 14,4% delle giovani donne americane si giudicava essere "non strettamente eterosessuale", mentre il 5,6% degli uomini si identificava come gay o bisex.

#### In gioventù

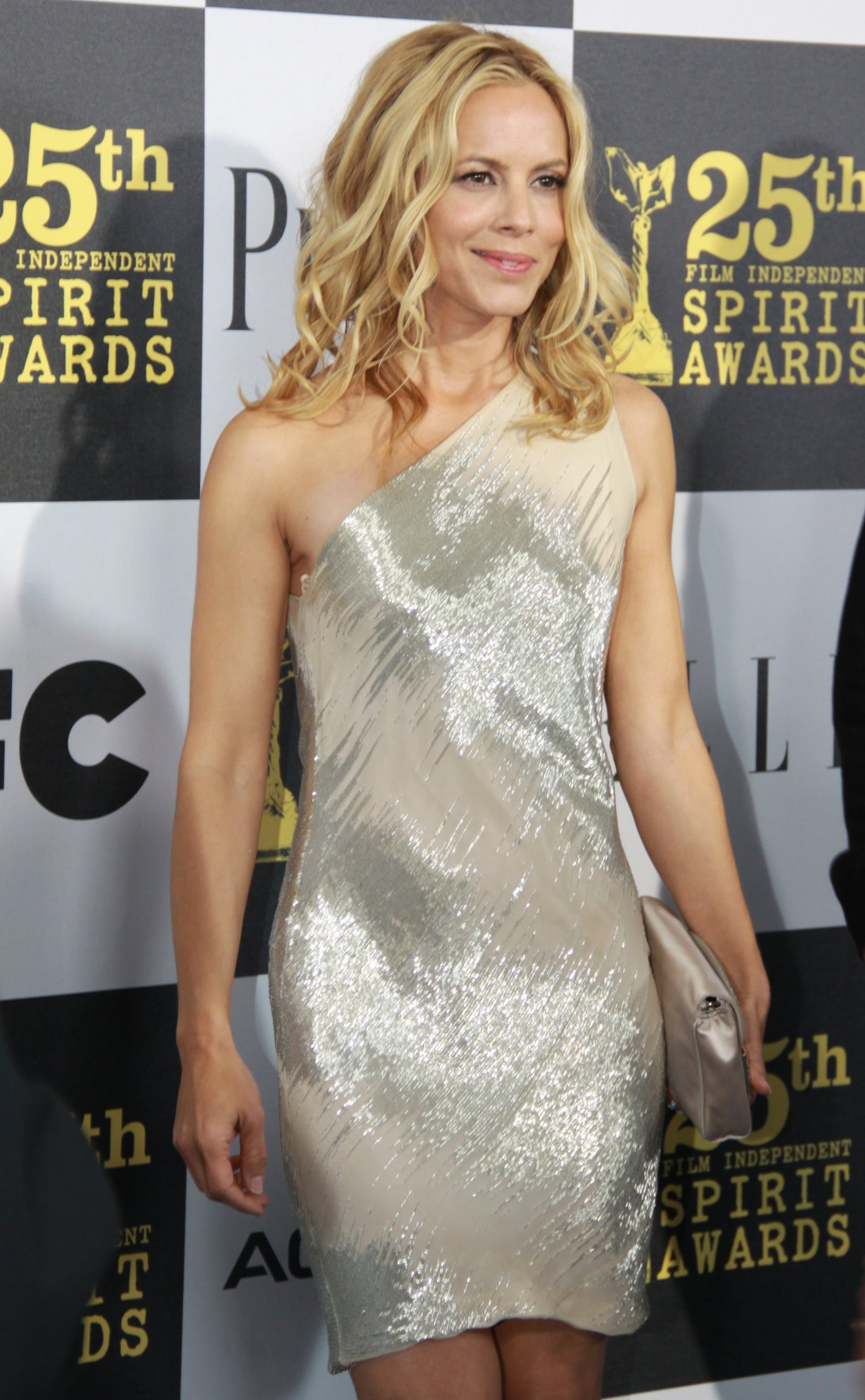
L'attrice americana Maria Bello, con un figlio avuto da una precedente relazione col produttore Dan McDermott, ha rivelato pubblicamente nel 2013 di avere una relazione amorosa con una donna, Clare Munn. Ha parlato della propria situazione familiare come di una "famiglia moderna".

Sembra che la bisessualità venga maggiormente accettata e riconosciuta durante la giovinezza, rispetto a quanto accadeva in passato: le giovani generazioni infatti paiono considerare meno fondamentale la tradizionale dicotomia etero-omo, questo soprattutto tra le ragazze.
Una ricerca francese indica che la percentuale di giovani che s'identificano come gay o bisessuali sono esponenzialmente aumentati dal 2006 al 2013: per la fascia d'età 18-24 anni sono passati dal 2,7% al 9% per i maschi e dall'1,4% al 9% per le femmine; secondo lo studio, i giovani che s'identificano come bisessuali sono due volte più numerosi dei giovani che s'identificano esclusivamente come gay o lesbiche.
L'indagine mostra anche che la percentuale di giovani che dichiara di esser stati attratti almeno una volta da persone dello stesso sesso aumenta con l'età: se ciò è accaduto all'8% dei maschi e al 12% delle femmine tra i 15-17 anni, si passa rispettivamente all'11% e al 20% tra i 18-24 anni.

#### Vita familiare
La maggior parte dei bambini di coppie dello stesso sesso risultano essere i figli biologici provenienti da una precedente relazione eterosessuale di uno dei due partner.
Inoltre, un certo numero di coppie eterosessuali sposate sono composte da almeno un componente bisex; nel 1990 le donne statunitensi sposate a uomini attivamente bisessuali (che hanno avuto rapporti omosessuali negli ultimi cinque anni) è stata stimata da 1,7 a 3,4 milioni.

## Studi sulla bisessualità
Nonostante sia sempre stata presente nel corso della civiltà umana, la bisessualità è stata oggetto di studi scientifici affidabili solamente a partire dalla seconda metà del XX secolo. Rimangono comunque molte interpretazioni discordanti riguardo alla sua natura. Per alcuni il termine esprime un contrasto con l'omosessualità e l'eterosessualità, mentre per altri indica una posizione intermedia fra i due estremi. In particolare Alfred Kinsey nella sua opera più nota, “Il comportamento sessuale nel maschio umano”, scrive:
Come è evidente il nucleo centrale del pensiero di Kinsey sta nella parola chiave continuum. Ovvero la sessualità umana non è una variabile discreta che può assumere solo i valori eterosessuale-omosessuale. L'idea della natura come continuum è largamente presente nella tradizione scientifica (basti pensare al Natura non facit saltus, e ai postulati di semplicità e uniformità di Isaac Newton). Tenendo ferme queste premesse Kinsey ritenne comunque utile proporre una scala tassonomica:
| Valutazione | Descrizione                                                                                          |
| ----------- | --- |
| 0           | Esclusivamente eterosessuali.                                                                        |
| 1           | Prevalentemente eterosessuali ma in alcune circostanze con tendenze omosessuali (eteroflessibilità). |
| 2           | Prevalentemente eterosessuali ma con una componente omosessuale.                                     |
| 3           | Le tendenze eterosessuali e omosessuali si equivalgono (bisessualità).                               |
| 4           | Prevalentemente omosessuali ma con una componente eterosessuale.                                     |
| 5           | Prevalentemente omosessuali ma in alcune circostanze con tendenze eterosessuali (omoflessibilità).   |
| 6           | Esclusivamente omosessuali.                                                                          |

Tale approccio non esaurisce completamente la complessità dell'orientamento sessuale. Viene ad esempio lasciato fuori dalla definizione il "fattore temporale". Con il passare del tempo alcune persone possono modificare il loro orientamento sessuale. Questo è particolarmente vero per molti bisessuali, gay o lesbiche e, sebbene in misura minore, ciò vale anche per gli eterosessuali. Non è affatto detto, comunque, che il punto della scala Kinsey in cui può trovarsi oggi una persona, sia lo stesso che aveva nel passato o che avrà nel futuro.
Uno studio del 2011 affermò che la bisessualità nell'uomo esiste, avendo così confutato la tesi di una ricerca del 2005.
Tuttavia, al giorno d'oggi, la scala Kinsey è considerato uno strumento obsoleto e impreciso per valutare la sessualità, visto che esclude la possibilità di Identità di genere che siano non binarie.

### Una tendenza naturale e universale?
A partire da Freud, col suo lavoro sulla psicologia della sessualità umana, la questione se la bisessualità sia la tendenza generale dell'uomo si ritrova sia nella cultura popolare sia nella ricerca accademica.
Secondo il Journal of the American Medical Association «Gli esseri umani sono per natura psicologicamente bisessuali, vale a dire che hanno la capacità di amare persone di entrambi i sessi».
Una delle difficoltà nel quantificare con precisione l'entità della bisessualità all'interno della popolazione è che molti bisessuali, per vari motivi, si autodefiniscono o come eterosessuali o come omosessuali; infatti, quando viene chiesto direttamente tramite indagini statistiche, sono pochissime le persone che si considerano e si presentano come bisessuali; se invece vogliamo sapere chi ha provato un'attrazione amoroso-sessuale o si è impegnato in relazioni con persone di entrambi i sessi, ecco che si viene a ottenere una minoranza significativa (dal 43% al 46% degli intervistati, studi Hite e Kinsey) con certi casi in cui si raggiunge la maggioranza. Vi sono pertanto molte più persone che provano attrazione per entrambi i sessi rispetto a chi si identifica come bisessuale.

## Bisessualità e società
Il tema della bisessualità è un argomento di difficile trattazione per diversi motivi: esistono degli stereotipi, come nel caso dell'omosessualità, dettati da condizionamenti culturali oppositivi, che potremmo definire in termini di "bifobia", in analogia con il termine "omofobia". Per inciso, la fobia è una "paura/repulsione razionalmente non motivata".
La bisessualità, rispetto all'omosessualità, è un concetto meno presente nell'opinione comune, poiché solitamente il bisessuale non viene identificato (nella realtà o solo nello stereotipo del senso comune) con i comportamenti considerati tipici o cliché omosessuali, come l'effeminatezza nei maschi. Di conseguenza la persona bisessuale non è percepita come soggetto che si discosti significativamente dallo stereotipo maschile o femminile corrente, cosa che ovviamente potrebbe risultare completamente difforme alla prova dei fatti.
In altre parole, per il senso comune, il bisessuale semplicemente "non esiste" o non appare. Ciò ha avuto come effetto, sul piano sociale, che solo negli ultimi decenni, in particolare negli Stati Uniti, la bisessualità sia risultata visibile a livello pubblico.
Anche come conseguenza di tale scarsa visibilità a livello di opinione pubblica, il comportamento bisessuale tende, presso alcuni, a essere assimilato con la tendenza eterosessuale tout court, l'uomo che ha rapporti sessuali come partner attivo, con uomini e con donne, rientra comunque nella categoria del "maschio".
Come conseguenza di questa subcultura, la persona bisessuale rischia un doppio ostracismo, tanto da parte dell'ambiente eterosessuale quanto da quello omosessuale, che non lo riconosce in quanto tale o lo giudica un “omosessuale mascherato”, ovvero con tendenze latenti.
Dato che molti individui bisessuali non si sentono di appartenere né alla tipologia gay né al mondo eterosessuale, e tendono a mimetizzarsi in queste categorie, è stata creata negli anni una comunità politica bisessuale, che ha costituito una propria cultura e movimenti politici specifici. Così come la comunità gay si è data come simbolo la bandiera arcobaleno, esiste anche la bandiera dell'orgoglio bisessuale.
In ogni caso, forse proprio a causa di questa ambivalenza latente il "bisessuale" medio non si è mai trovato a interessarsi eccessivamente, da un punto di vista politico, alla difesa di uno stile di vita che comunque tende a vivere in un modo strettamente privato.
L'ILGA (International Lesbian and Gay Association) ha fissato per il 23 settembre la giornata mondiale dell'orgoglio bisessuale.

## Nelle arti

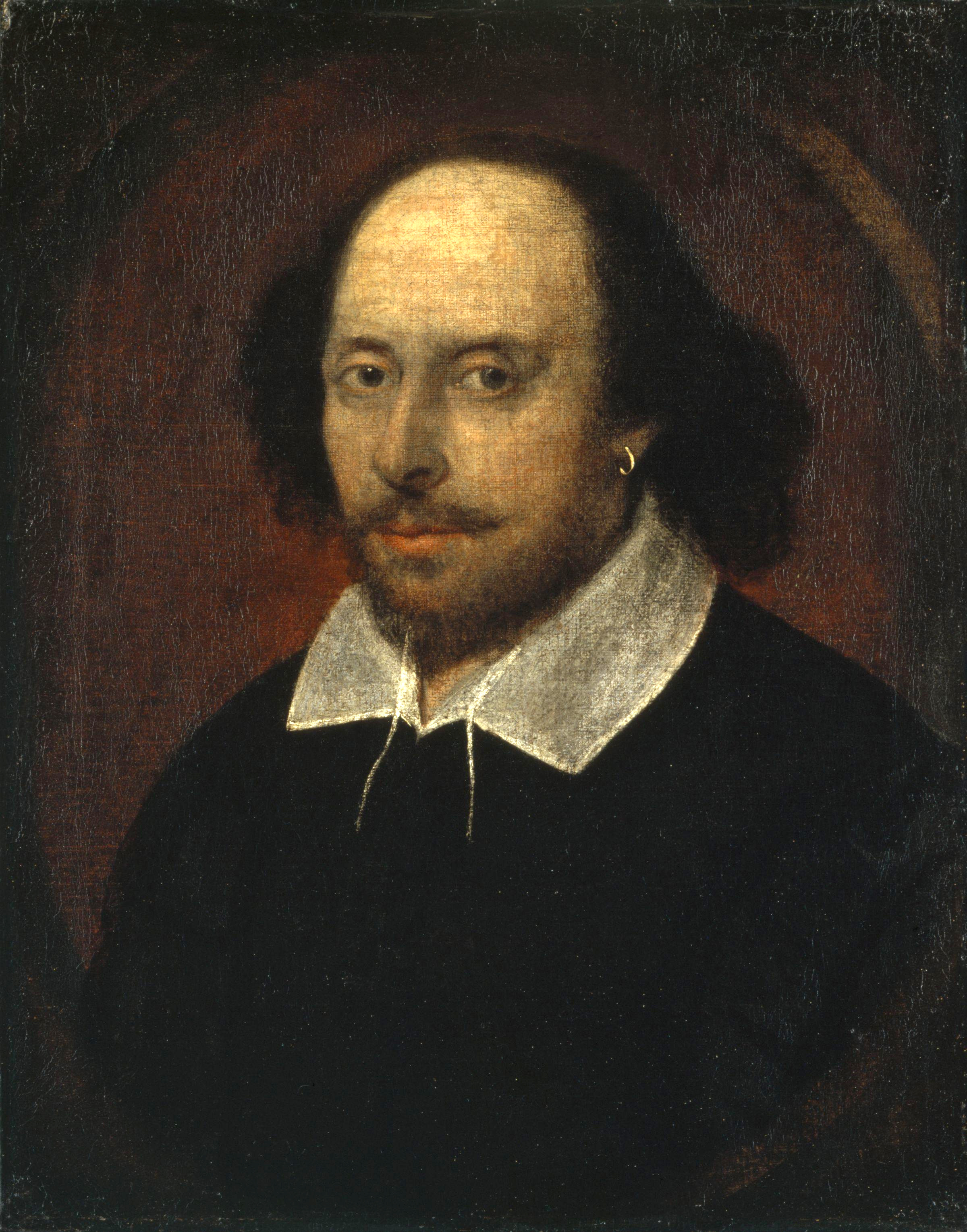
William Shakespeare, uno dei più grandi drammaturghi della letteratura occidentale, era bisessuale. Era sposato e aveva diversi figli, ma ciò non gli impedì di rivolgere nei suoi Sonetti invocazioni romantiche appassionate a un giovane uomo. La bisessualità di Shakespeare è stata costantemente e deliberatamente nascosta dai vari studiosi che hanno riflettuto sul suo lavoro, nel corso degli ultimi quattro secoli.

### Letteratura
Come accaduto in molti altri settori, anche in letteratura la bisessualità è stata in gran parte nascosta nel corso dei secoli.
Tuttavia, molti autori sono noti per la loro bisessualità, sia che questa si esprima nel loro lavoro o meno. Gli esempi in letteratura francese coinvolgono Louis Aragon (sposato con Elsa Triolet, dopo la morte di quest'ultima si è impegnato in varie relazioni sentimentali con giovani uomini); Voltaire (ebbe relazioni con diverse donne, ma anche con Federico II, e scrisse almeno una poesia per un altro uomo), il poeta Paul Verlaine (sposato, mantenne una relazione sessuale continuata con Arthur Rimbaud); l'accademica di Francia Marguerite Yourcenar (che ha scritto un libro famoso sull'imperatore romano Adriano, le Memorie di Adriano), Simone de Beauvoir e Colette.
Ma la bisessualità è stata molto più comunemente discussa ed espressa, anche come tema letterario, nel mondo antico classico greco-romano, sia in discussioni filosofiche (il Simposio di Platone) sia in romanzi veri e propri (il Satyricon di Petronio Arbitro). Eva Cantarella, autrice di Secondo natura. La bisessualità nel mondo antico afferma che tematiche bisessuali vengono affrontate spesso nelle opere di Omero, di Anacreonte e Pindaro per quanto riguarda i Greci; e in Plutarco, Cicerone e Catullo tra gli altri per quanto riguarda i Latini.
La bisessualità esplicita è di solito parte del romanzo libertino sviluppatosi nel XVIII secolo, il quale postula che ogni desiderio sessuale dev'essere realizzato indipendentemente dalla disapprovazione morale della società. Ne Le relazioni pericolose (1782) di Choderlos de Laclos, l'autore fa apparire uno dei personaggi principali (la marchesa di Merteuil) come una temibile seduttrice che ha avuto innumerevoli amanti e che ora appare fortemente attratta anche dalla quindicenne Cecilie.
Anche il personaggio del Cavaliere in La filosofia nel boudoir del Marchese de Sade, s'impegna allegramente in esperienze omosessuali quando queste gli vengono proposte da Dolmancé, pur ribadendo che "tutte queste sono stravaganze che non mi faranno in alcun modo cambiare la mia preferenza nei confronti delle donne" (Primo dialogo). Se descrizioni di vere e proprie orge bisessuali sono molto comuni nell'opera di Sade, l'omosessualità esclusiva è invece molto rara.
Famosi romanzi che descrivono personaggi bisessuali sono: Two For One, di Sean David Wright (inedito in Italia); Un grido fino al cielo, di Anne Rice; Polvere, di Rosamond Lehmann; Le ultime gocce di vino e Il ragazzo persiano, di Mary Renault; la serie di romanzi Claudine, di Colette; La lingua perduta delle gru e Mentre l'Inghilterra dorme, di David Leavitt; Passione, di Jeanette Winterson; Sul filo del tempo, di Marge Piercy; e Young in One Another's Arms, di Jane Rule (inedito in Italia). Alcuni saggi, come Sexual Personae di Camille Paglia (1990) e Byron and Greek Love di Louis Crompton (1985), entrambi inediti in lingua italiana, hanno riportato alla luce storie sepolte di bisessualità.
Il fumetto statunitense Love & Rockets descrive la bisessualità in modo sottile.

### Cinema
Il primo film a rappresentare la bisessualità sembra essere stato l'americano "A Florida Enchantment" del 1914. Nel 1934 viene redatto il Codice Hays il quale vietava qualsiasi raffigurazione di personaggi caratterialmente omosessuali o bisessuali; rivelatosi del tutto obsoleto è stato abbandonato durante gli anni sessanta.
In "Inside Daisy Clover" del 1966 il protagonista bisessuale è un egoista del tutto amorale, ma molti ritratti della bisessualità possono essere trovati in altri film di successo come Goldfish Memory, The Rocky Horror Picture Show e Henry & June. In Basic Instinct del 1992 Sharon Stone interpreta una fatale donna bisex, anche se la pellicola è stata accusata dal movimento LGBT di voler assimilare la bisessualità con la criminalità.
La bisessualità di alcuni personaggi storici del mondo dello spettacolo, come James Dean, Montgomery Clift, Judy Garland, Janis Joplin, ma anche Oscar Wilde e Frida Kahlo è stata rappresentata in film biografici.
“Lucifer” il cui protagonista, interpretato dall'attore Tom Ellis, non nasconde le avventure sessuali con persone del suo stesso sesso quindi omosessuali.
Nel 2018 esce al cinema Chiamami col tuo nome, tratto dall'omonimo romanzo, con protagonista un diciassettenne bisessuale.

### Televisione
Questo tema è trattato anche in alcuni show per la televisione; in Will & Grace, per esempio, il personaggio di Karen Walker è descritto come omnisessuale; nonostante sia sposata con un uomo, spesso bacia Grace e pare che durante la sua vita abbia avuto molte esperienze amorose con donne.
Ci sono anche rappresentazioni negative della bisessualità, riflesso dei pregiudizi e degli stereotipi che si sono creati attorno a tale figura. Ad esempio, il telefilm Friends ha presentato una breve canzone ironica sull'argomento, che esprime un comune pregiudizio sulla materia:
Una battuta del Saturday Night Live recitava così:
(Dana Carvey)
Il pregiudizio risulta anche palese nelle trame di alcuni film, nei quali la bisessualità di un personaggio nasconde nevrosi omicide (Basic Instinct, Velluto blu, L'amante sconosciuta, Cruising e Ragazze interrotte).

### Musica
Nella musica popolare, molte canzoni degli Smiths sono citate come esempi classici.
Il tema della bisessualità è stato affrontato nelle seguenti canzoni:
1. Depuis qu'il vient chez nous, di Dalida (1979)
2. 3e sexe, del gruppo Indochine (1985)
3. Bi, dei Living Colour presente nell'album intitolato Stain (1993)
4. Coming Clean, di Green Day (1994)
5. Underwear, dei The Magnetic Fields (1999)
6. To bi or not to bi, di Ysa Ferrer (2008)
7. I Kissed a Girl, di Katy Perry (2008)
8. Poker Face, di Lady Gaga (2008)
9. If U Seek Amy, di Britney Spears (2009)
10. Not Myself Tonight, di Christina Aguilera (2010)
11. Girls/Girls/Boys, dei Panic! at the Disco (2013)
12. Cool for the Summer, di Demi Lovato (2015)
13. Bad at Love, di Halsey (2017)
14. Bisexual Anthem, di Domo Wilson (2019)
15. Monopoly, di Ariana Grande e Victoria Monet (2019)

## Nel regno animale

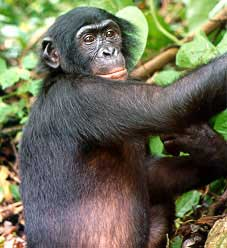
Il bonobo presenta comportamenti bisessuali nel 100% degli individui

Osservato sia allo stato libero sia in cattività, il comportamento degli animali contraddice nettamente l'idea che i rapporti sessuali fra esseri dello stesso sesso siano una prerogativa degli esseri umani. Sono circa 450 le specie animali nelle quali sono stati osservati comportamenti di questo genere. L'elevato numero di osservazioni scientifiche contrasta quindi con la definizione di questi rapporti come "contro natura", almeno se la si intende come definizione derivante da osservazioni naturalistiche. Fatta l'ovvia premessa che non possono esistere specie esclusivamente omosessuali, a seconda delle specie varia la percentuale di soggetti eterosessuali esclusivi, bisessuali e omosessuali esclusivi.
Di seguito sono riportate le frequenze di comportamento sessuale di varie specie:
- Gabbiano australiano (Chroicocephalus novaehollandiae) fra le femmine: 10% omosessuali; 11% bisessuali, 79% eterosessuali.
- Gabbiano comune (Chroicocephalus ridibundus) - fra ambedue sessi: 22% omosessuali, 15% bisessuali, 63% eterosessuali.
- Macaco giapponese (Macaca fuscata) - fra ambedue i sessi: 9% omosessuali, 56% bisessuali, 35% eterosessuali.
- Bonobo (Pan paniscus), una scimmia antropomorfa, - fra ambedue i sessi - 0% omosessuali, 100% bisessuali, 0% eterosessuali.
- Cacatua pettorosa (Eolophus roseicapilla), un tipo di pappagallo: 44% omosessuali, 11% bisessuali e 44% eterosessuali.

Come si può osservare nel caso del bonobo, una scimmia antropomorfa con cui condividiamo il 96% del nostro patrimonio genetico, il comportamento bisessuale sembra essere l'unico praticato. Comportamenti bisessuali sono stati osservati anche in specie diversissime, come le ostriche, le farfalle e le giraffe.

## Filmografia
- Kinsey (2004), regia di Bill Condon, con Liam Neeson nei panni di Alfred Kinsey.

### Opere citate
- (EN) Gilbert H. Herdt, Ritualized Homosexuality in Melanesia, University of California Press, 1984.
- (FR) Génération You Porn : mythe ou réalité ? Enquête sur l'influence des nouvelles technologies sur les comportements sexuels des jeunes (PDF), su ifop.com, Institut français d'opinion publique, 16 ottobre 2013,  p. 39.